# Левкович Анатолій Йосипович
Левкович, Анатолій Йосипович (нар. 9 червня 1953, c. Дуброва Петриківського району Гомельської області) — білоруський політик. Кандидат філософських наук.

## Біографія
Закінчив театральне відділення культурно-освітнього училища в Могильові (1971), Білоруський державний університет (1979), аспірантуру БДУ.
Працював викладачем у Брестському державному педагогічному інституті, на кафедрі філософії Брестського державного університету.
Був співголовою Брестського демократичного клубу (1987), одним із засновників Вільної профспілки Білорусі, учасником створення Білоруського Гельсінського комітету. Один із засновників БСДП (Громада) . Протягом 10 років очолював Брестську обласну організацію партії, голова БСДП (2005), перший заступник та в.о. голови (з 2007)  .
У 2005 і 2008-2011 роках був головою Білоруської соціал-демократичної партії (Грамада). У 2007-2010 роках був співголовою Політради Об'єднаних демократичних сил Білорусі. З травня 2012 року очолює Оргкомітет республіканського громадсько-просвітницького об’єднання «Соціал-демократи за діалог та консолідацію». З березня 2017 року по листопад 2021 року входив до складу Ради гуманітарно-просвітницького громадського об’єднання «Поліська співдружність».